# Adolf Wolters
Gerhard Kornelius Adolf Wolters (* 6. Februar 1891 in Niederdahl, Kreis Lennep; † 12. Mai 1962) war unter anderem Direktor im Landesfürsorgeverband Westfalen und als Landesrat Leiter der Abteilungen „Gesundheitsfürsorge“ und „Erholungs- und Heilfürsorge“ beim Provinzialverband Westfalen und Landschaftsverband Westfalen-Lippe.

## Leben
Adolf Wolters wurde als Sohn des katholischen Lehrers Johann Gerhard Wolters und Catharina Luise, geb. Piel, am 6. Februar 1891 in Niederdahl im Kreis Lennep geboren. 
Er besuchte das Humanistische Gymnasium zu Emmerich, das er 1912 mit dem Reifezeugnis abschloss. Im Anschluss studierte er Rechts- und Staatswissenschaften an den Universitäten Bonn und Münster und befasste sich nebenbei mit einem umfassenden Studium der Nationalökonomie. Seit 1912 war er Mitglied der katholischen Studentenverbindung KDStV Ripuaria Bonn im CV. Mit dem Beginn des Ersten Weltkrieges im Juli 1914 meldete sich Wolters freiwillig zum Heeresdienst, wurde aber aufgrund eines schweren Herzleidens im Spätsommer 1915 aus diesem wieder entlassen. Im Dezember desselben Jahres legte er vor der Prüfungskommission am Königlichen Oberlandesgericht zu Köln sein Referendarexamen ab. Im Anschluss besuchte er die Hochschule für kommunale Verwaltung in Düsseldorf. Seine Dissertation mit dem Thema „Die polizeiliche Bauerlaubnis in der Rechtsprechung der deutschen Verwaltungsgerichtshöfe“ schrieb er an der juristischen und staatswissenschaftlichen Fakultät der Universität Heidelberg, die 1917 mit der Note „insigni cum laude“ bewertet wurde. Seine Diplomprüfung legte er an der Hochschule für kommunale Verwaltung zu Düsseldorf ab, die er „mit Auszeichnungen“ bestand.

## Beruflicher Werdegang
Schon 1916 war Wolters im Armen- und Waisenamt beim Bürgermeisteramt in Sterkrade beschäftigt. Ab 1917 arbeitete er als wissenschaftlicher Magistratshilfsarbeiter beim Magistrat der Stadt Bochum. Hier leitete und organisierte er die Kriegsfürsorgedezernate und war für die Einrichtung und Verwaltung der Hinterbliebenen- und Kriegsbeschädigtenfürsorge und den Ausbau des allgemeinen paritätischen Arbeitsamtes verantwortlich. Außerdem übernahm er die Demobilmachung und Erwerbslosenfürsorge. Im Jahr 1920 wechselte er zur neu eingerichteten Hauptfürsorgestelle für Kriegsbeschädigte und Kriegshinterbliebene beim Provinzialverband Westfalen, wo er zunächst als wissenschaftlicher Hilfsarbeiter und wenig später als geschäftsführender Direktor tätig war. Vier Jahre später wurde er Direktor im Landesfürsorgeverband Westfalen und war dort Leiter der von ihm ins Leben gerufenen Ausgleichstelle. Die Ausgleichstelle hatte die Aufgabe, erholungs- und genesungsbedürftige Kinder aus Gemeinden der Provinz Westfalen in geeignete Heime der caritativen Verbände und der Gemeinden zu entsenden. Zu diesen Heimen gehörten auch solche, die dem Verein Kinderhilfe e. V. Dortmund gehörten. Bei diesem Verein war Adolf Wolters seit 1922 tätig und seit dem 2. Oktober 1931 Geschäftsführer.

### Entfernung aus dem Amt
Am 30. August 1938 wurde Adolf Wolters, zu dem Zeitpunkt Direktor im Landesfürsorgeverband Westfalen, durch Beschluss des Reichsdienststrafhofes wegen mehrerer Dienstvergehen aus dem Dienst entfernt. Unter anderem soll Wolters von dem Verein Kinderhilfe e.V. entgegen den gesetzlichen Bestimmungen und den ihm mehrfach erteilten Anweisungen persönliche Vermögensvorteile entgegengenommen haben. Außerdem soll er mehrmals eine dem Verein gehörende Pension gemeinsam mit seiner Familie genutzt haben, ohne dabei den vorgeschriebenen Pensionspreis zu zahlen. Der Reichsdienststrafhof bewilligte ihm nach seiner Entfernung aus dem Amt ein Unterhaltsbeitrag für die ersten fünf Jahre in Höhe von 75 % seines Ruhegehalts und darüber hinaus auf Lebenszeit in Höhe von 50 %.
Ab dem 1. April 1940 war Adolf Wolters bei der „Weserflugzeugbau GmbH“ in Bremen beschäftigt.

### Nach der Zeit des Nationalsozialismus
Im Entnazifizierungsverfahren vor der Spruchkammer Witzenhausen wurde Wolters in die Gruppe der „Mitläufer“ eingeordnet und zu einer Geldstrafe von 1000 RM verurteilt. Die Gründe hierfür waren, dass Wolters als Anwärter der NSDAP von 1940 bis 1942 und als Mitglied der SA-Reserve von 1933 bis 1936 und von 1939 bis 1940 nicht mehr als nominell am Nationalsozialismus teilgenommen und ihn nur unwesentlich durch Zahlung der Beiträge unterstützt habe.
Ab 1946 bemühte sich Adolf Wolters um die Wiedereinstellung in den öffentlichen Dienst. Zwei Jahre später hob der Innenminister des Landes Nordrhein-Westfalens die Folgen des Urteils des Reichsdienststrafhofes von 1938 auf und erkannte die Voraussetzung für eine beamtenrechtliche Wiedergutmachung in vollem Umfang an. Daraufhin folgte eine kurze Beschäftigung im nordrhein-westfälischen Innenministerium, bis er im September 1948 in der Stellung eines Oberverwaltungsrats zum Provinzialverband Westfalen zurückkehrte. Hier wurde er mit dem Wiederaufbau der „Ausgleichstelle für Kinderfürsorge“ und der „Hinterbliebenenabteilung“ beauftragt, die während des Zweiten Weltkrieges völlig zum Erliegen gekommen waren. In beiden Dezernaten war er als selbstständiger Abteilungsleiter tätig. Im selben Jahr wurde Adolf Wolters Geschäftsführer der „Arbeitsgemeinschaft sozialer Kinderheime auf Norderney“. Der Arbeitsgemeinschaft gehörten 23 Heime mit über 3000 Betten an.
Im Jahr 1949 wurde Wolters im Rahmen des Entnazifizierungsverfahrens in die Gruppe „Entlastete“ eingeordnet und das Verfahren wurde eingestellt. Im selben Jahr wurde er zum Vorsitzenden der neu gegründeten „Arbeitsgemeinschaft der Kinderfahrtmeldestellen für das Bundesgebiet“ gewählt, diese wurde gegründet, um eine gemeinsame Steuerung und Planung der Verschickungen der erholungs- und genesungsbedürftigen Kinder nach Nord- und Süddeutschland zu ermöglichen. Ein Jahr später übernahm Adolf Wolters für zwei Jahre zusätzlich zu seinen bisherigen Tätigkeiten die Leitung der Hauptfürsorgestelle für Schwerbeschädigte und Kriegshinterbliebene beim Provinzialverband Westfalen.
Im Mai 1951 wurde Adolf Wolters zum Landesrat ernannt. Er übernahm die Leitung der Abteilung „Gesundheitsfürsorge“ mit den Dezernaten Hebammenwesen, Krebsbekämpfung, Tuberkulosefürsorge, Geschlechtskrankenfürsorge, allgemeine Fragen der Volksgesundheit, Ausgleichsstelle und Kinderfahrtmeldestellen. Zusätzlich wurde er Abteilungsleiter der Abteilung „Erholungs- und Heilfürsorge“.
Zum 1. März 1956 wurde Adolf Wolters in den Ruhestand versetzt. 
Am 12. Mai 1962 starb Adolf Wolters nach längerer Krankheit. Der damalige Direktor des Landschaftsverbandes Westfalen-Lippe, Anton Köchling, würdigte die Anstrengungen Wolters im Bereich der Erholungsfürsorge als vorbildlich und richtungsweisend. Adolf Wolters habe durch seine Tatkraft und Initiative entscheidend dazu beigetragen, dass aus einer einfachen Erholungsfürsorge eine spezialisierte Kurheilfürsorge geworden ist, die unzähligen Menschen geholfen habe.

## Familie
Adolf Wolters war in erster Ehe mit Gertrud Wolters verheiratet. Gemeinsam hatten sie zwei Kinder: Liselotte (* 24. August 1918) und Adolf (* 12. August 1920). Aus der zweiten Ehe mit Maria Wolters, geb. Düwell, gingen drei Kinder hervor: Ursula (* 29. Oktober 1941), Horst-Dieter (* 30. April 1943) und Eva-Maria (* 16. Januar 1946).

## Werke
- Adolf Wolters, Nachdenkliches über den Wert der „sozialen“ Heime auf Norderney für die Inselgemeinde und für den Kurbetrieb, Münster 1951.
- Bruno Jung/Adolf Wolters, Westfälische Heimfürsorge in Wort und Bild: ein Beitrag zur deutschen Gesundheitsfürsorge, Oldenburg i. O. 1926.